# Liquid Soul
Liquid Soul é uma banda de jazz contemporâneo de Chicago, Illinois que se destaca por misturar elementos de música eletrônica com o acid jazz, recebeu diversos prêmios entre os mais destacados está o fato dela ter sido nomeada em 2000 para Grammy Award for Best Contemporary Jazz Album. 
Fundada em 1993, tem tocado por mais de 42 estados desde então e se apresentando como uma banda junto a outros músicos talentosos, passando por países como Canadá, Japão, mais Alemanha, Turquia, México e Brasil. 

## Discografia
- Liquid Soul (1996)
- Make Some Noise (1998)
- Here's the Deal (2000)
- Evolution (2002)
- One-Two Punch (2006)

## Integrantes
- Mars Williams - saxofone
- Tommy Klein - guitarras
- Josh Ramos - baixo
- Tony "Kickdrum" Taylor - bateria
- Doug Corcoran - trompete e teclados
- Mr.Greenweedz - vocais
- David "Boy Elroy" - beatbox e efeitos